# Peteinosaurus
Peteinosaurus is een geslacht van uitgestorven basale pterosauriërs dat tijdens het Laat-Trias leefde in het gebied van het huidige Italië.

## Vondst en naamgeving
De typesoort Peteinosaurus zambellii werd in 1978 benoemd en beschreven door Rupert Wild. De geslachtsnaam is afgeleid van het Klassiek Griekse peteinos, 'gevleugeld'. De soortaanduiding eert Rocco Zambelli, de curator van het Bergamo natuurhistorisch museum.

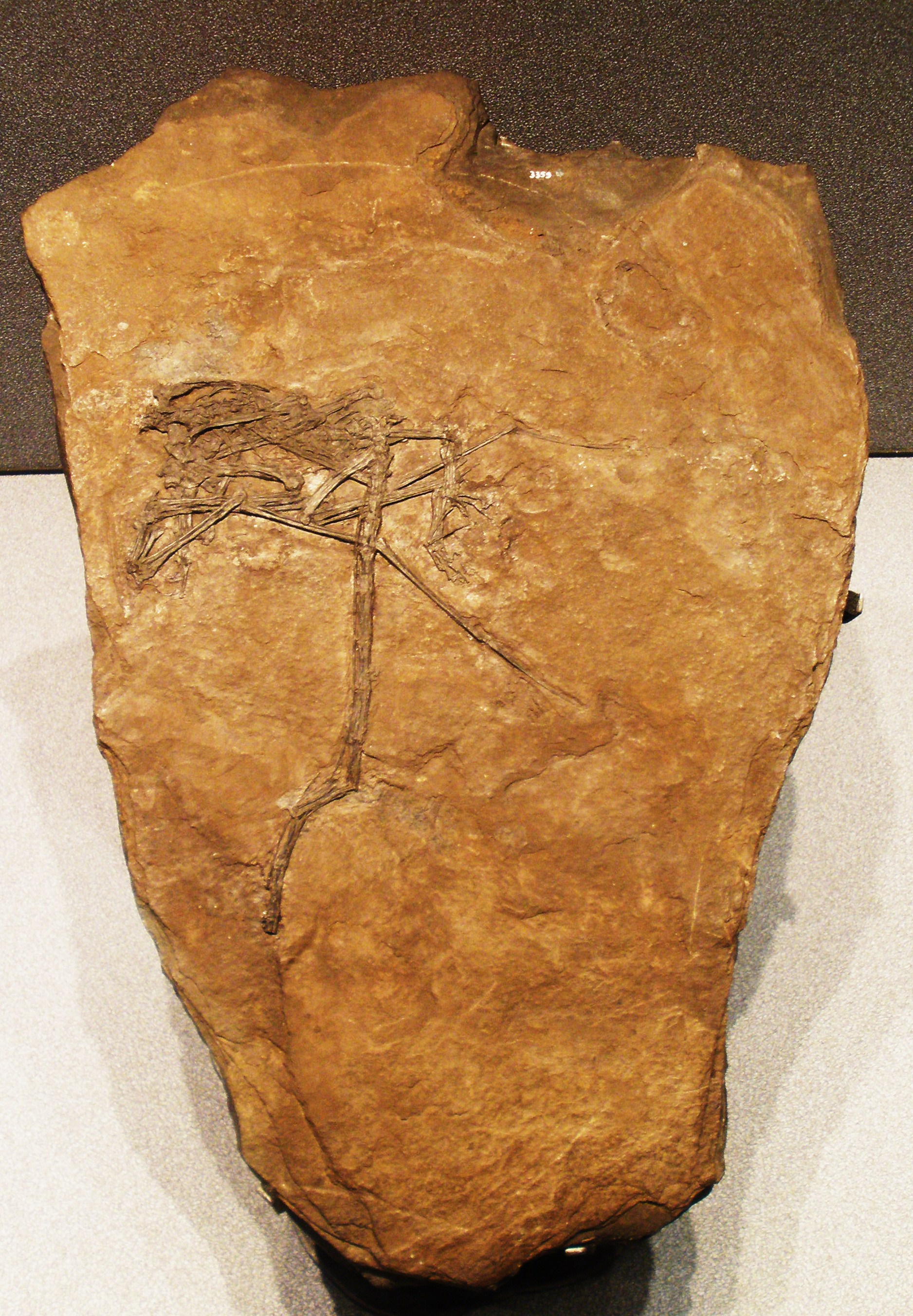
Het paratype MCSNB 3359

Het holotype MCSNB 2886 werd ontdekt bij Cene in de Calcare di Zorino, een kalksteenlaag uit het Norien, ongeveer 215 miljoen jaar geleden. Het bestaat uit een erg fragmentarisch skelet bestaande uit wat schedelbeenderen, de onderkaken, wat botfragmenten van de vleugelvingerkootjes, een gedeeltelijke ischiopubis (samengroeiing van het schaambeen en het zitbeen), een onderbeen bestaande uit scheenbeen en kuitbeen en nog enkele kleinere botfragmenten. Het skelet ligt niet in verband en is platgedrukt. Het ligt op twee steenplaten die niet aaneensluiten. Verschillende botten zijn slechts als afdruk afwezig. Een later gevonden skelet, het paratype MCSNB 3359, was veel vollediger maar miste de schedel en nek. Het bestaat uit een gedeelte van de wervelkolom, delen van de ledematen en de staart. Fabio Marco Dalla Vecchia heeft in 2003 betwist dat dit specimen werkelijk tot Peteinosaurus behoort aangezien het geen enkel uniek kenmerk met het holotype deelt. In dat geval is maar weinig van de soort bekend. Dalla Vecchia meent echter dat ook fossiel MCSNB 3496 een peteinosaurus is; dit bestaat uit een bekken, een sacrum en delen van de staart en achterpoten. Alle specimina zijn vermoedelijk van onvolwassen dieren.

## Beschrijving

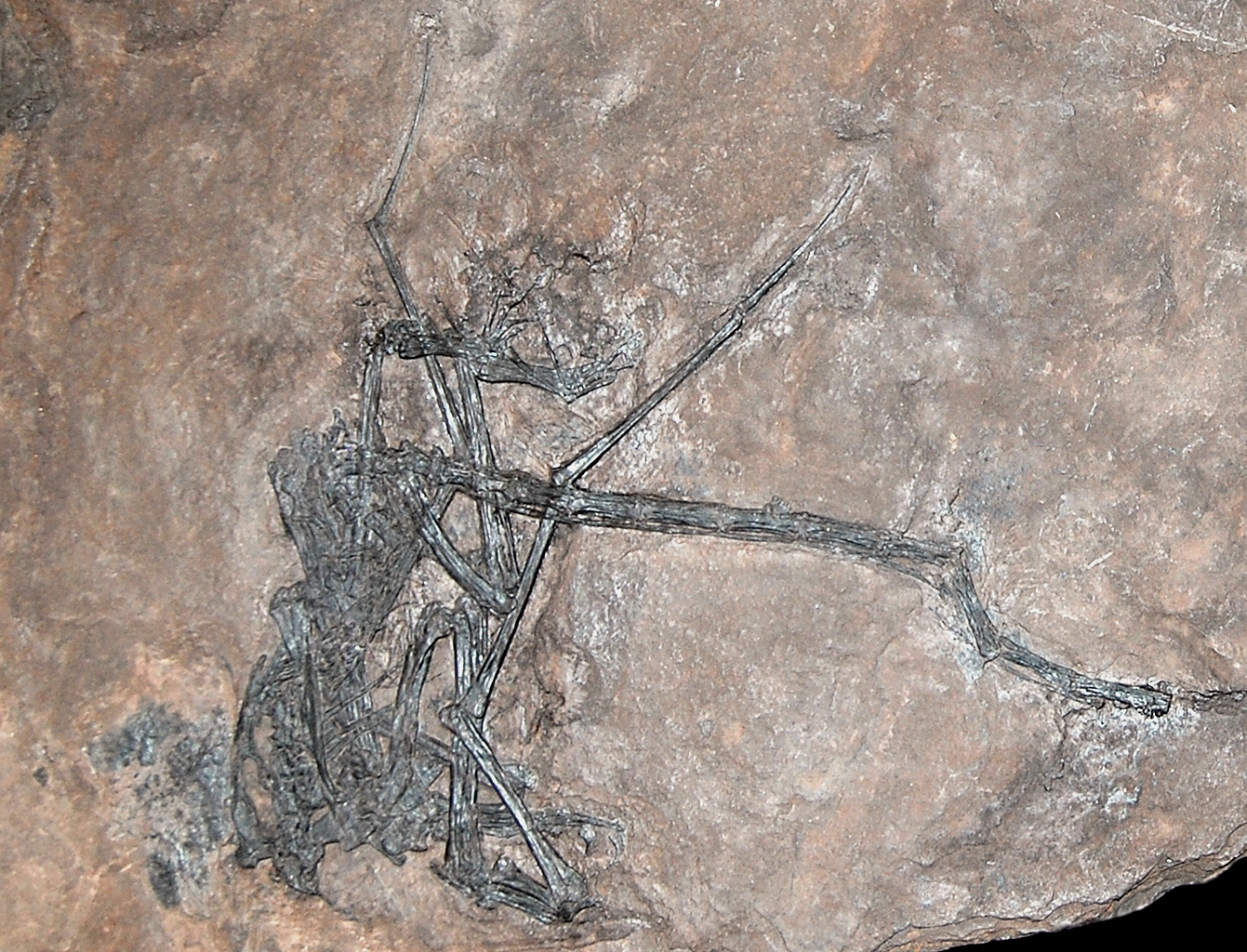
Het paratype onder een andere hoek

Peteinosaurus lijkt in uiterlijk, voor zover dat vaststelbaar is, op Dimorphodon en heeft net als deze soort ook iets grotere conische tanden van twee verschillende typen aan het begin van de snuit; hij is dus trimorfodontisch. De kleine tanden, waarvan er vierentwintig in de onderkaak staan, hadden verder een enkele tandkroon, waren afgeplat en gekarteld. Een basaal kenmerk is wellicht de geringe relatieve vleugellengte — slechts tweemaal die van de achterpoten — en het forse scheenbeen. Peteinosaurus had een lange staart versterkt door lange werveluitsteeksels met misschien een soort stuurvin op het einde zoals bij alle Rhamphorhynchoidea vermoed wordt, de verzamelnaam voor alle 'primitieve' pterosauriërs. Hij had een vleugelspanwijdte van vijftig tot zestig centimeter. De formule van de vingerkootjes is 2-3-3-4-x; de derde vinger heeft dus een kootje minder dan bij alle andere pterosauriërs.

## Fylogenie
Robert Lynn Carroll wees Peteinosaurus in 1988 toe aan de Dimorphodontidae wat door verschillende onderzoekers gevolgd werd; Paul Sereno echter wist hem niet verder te determineren van een Pterosauria incertae sedis. Alexander Kellner heeft een kladistische analyse uitgevoerd waarbinnen Peteinosaurus uitviel als het zustertaxon van de klade Novialoidea; in dat geval was het geen nauwe verwant van Dimorphodon. Peter Wellnhofer meende in 1991 nog dat Peteinosaurus de 'meest primitieve' van alle bekende pterosauriërs was en een directe voorouder van Dimorphodon. Deze laatste opvatting heeft ook hijzelf weer verlaten, maar dat Peteinosaurus wellicht zeer basaal was, wordt bevestigd door Dalla Vecchia, die meent dat Preondactylus, die in sommige analyses als meest basale soort van de groep uitvalt, een synoniem zou kunnen zijn van Peteinosaurus. In een analyse van Brian Andres uit 2014 was Peteinosaurus een lid van de Eopterosauria als zustersoort van de Eudimorphodontoidea.
Een mogelijke positie van Peteinosaurus in de evolutionaire stamboom toont het volgende kladogram.
|  | Preondactylus buffarinii  |
|  |                           |
|  | Austriadactylus cristatus |
|  |                           |

|  | Raeticodactylus filisurensis |
|  |                              |
|  | Caviramus schesaplanensis    |
|  |                              |

|  | Arcticodactylus cromptonellus                                                      |
|  |                                                                                    |
|  | \| \| Carniadactylus rosenfeldi \| \| \| \| \| \| Eudimorphodon ranzii \| \| \| \| |
|  |                                                                                    |
|  | Carniadactylus rosenfeldi                                                          |
|  |                                                                                    |
|  | Eudimorphodon ranzii                                                               |
|  |                                                                                    |

|  | Carniadactylus rosenfeldi |
|  |                           |
|  | Eudimorphodon ranzii      |
|  |                           |

|  | Raeticodactylus filisurensis |
|  |                              |
|  | Caviramus schesaplanensis    |
|  |                              |

|  | Arcticodactylus cromptonellus                                                      |
|  |                                                                                    |
|  | \| \| Carniadactylus rosenfeldi \| \| \| \| \| \| Eudimorphodon ranzii \| \| \| \| |
|  |                                                                                    |
|  | Carniadactylus rosenfeldi                                                          |
|  |                                                                                    |
|  | Eudimorphodon ranzii                                                               |
|  |                                                                                    |

|  | Carniadactylus rosenfeldi |
|  |                           |
|  | Eudimorphodon ranzii      |
|  |                           |

|  | Raeticodactylus filisurensis |
|  |                              |
|  | Caviramus schesaplanensis    |
|  |                              |

|  | Arcticodactylus cromptonellus                                                      |
|  |                                                                                    |
|  | \| \| Carniadactylus rosenfeldi \| \| \| \| \| \| Eudimorphodon ranzii \| \| \| \| |
|  |                                                                                    |
|  | Carniadactylus rosenfeldi                                                          |
|  |                                                                                    |
|  | Eudimorphodon ranzii                                                               |
|  |                                                                                    |

|  | Carniadactylus rosenfeldi |
|  |                           |
|  | Eudimorphodon ranzii      |
|  |                           |

|  | Raeticodactylus filisurensis |
|  |                              |
|  | Caviramus schesaplanensis    |
|  |                              |

|  | Arcticodactylus cromptonellus                                                      |
|  |                                                                                    |
|  | \| \| Carniadactylus rosenfeldi \| \| \| \| \| \| Eudimorphodon ranzii \| \| \| \| |
|  |                                                                                    |
|  | Carniadactylus rosenfeldi                                                          |
|  |                                                                                    |
|  | Eudimorphodon ranzii                                                               |
|  |                                                                                    |

|  | Carniadactylus rosenfeldi |
|  |                           |
|  | Eudimorphodon ranzii      |
|  |                           |

|  | Preondactylus buffarinii  |
|  |                           |
|  | Austriadactylus cristatus |
|  |                           |

|  | Raeticodactylus filisurensis |
|  |                              |
|  | Caviramus schesaplanensis    |
|  |                              |

|  | Arcticodactylus cromptonellus                                                      |
|  |                                                                                    |
|  | \| \| Carniadactylus rosenfeldi \| \| \| \| \| \| Eudimorphodon ranzii \| \| \| \| |
|  |                                                                                    |
|  | Carniadactylus rosenfeldi                                                          |
|  |                                                                                    |
|  | Eudimorphodon ranzii                                                               |
|  |                                                                                    |

|  | Carniadactylus rosenfeldi |
|  |                           |
|  | Eudimorphodon ranzii      |
|  |                           |

|  | Raeticodactylus filisurensis |
|  |                              |
|  | Caviramus schesaplanensis    |
|  |                              |

|  | Arcticodactylus cromptonellus                                                      |
|  |                                                                                    |
|  | \| \| Carniadactylus rosenfeldi \| \| \| \| \| \| Eudimorphodon ranzii \| \| \| \| |
|  |                                                                                    |
|  | Carniadactylus rosenfeldi                                                          |
|  |                                                                                    |
|  | Eudimorphodon ranzii                                                               |
|  |                                                                                    |

|  | Carniadactylus rosenfeldi |
|  |                           |
|  | Eudimorphodon ranzii      |
|  |                           |

|  | Raeticodactylus filisurensis |
|  |                              |
|  | Caviramus schesaplanensis    |
|  |                              |

|  | Arcticodactylus cromptonellus                                                      |
|  |                                                                                    |
|  | \| \| Carniadactylus rosenfeldi \| \| \| \| \| \| Eudimorphodon ranzii \| \| \| \| |
|  |                                                                                    |
|  | Carniadactylus rosenfeldi                                                          |
|  |                                                                                    |
|  | Eudimorphodon ranzii                                                               |
|  |                                                                                    |

|  | Carniadactylus rosenfeldi |
|  |                           |
|  | Eudimorphodon ranzii      |
|  |                           |

|  | Raeticodactylus filisurensis |
|  |                              |
|  | Caviramus schesaplanensis    |
|  |                              |

|  | Arcticodactylus cromptonellus                                                      |
|  |                                                                                    |
|  | \| \| Carniadactylus rosenfeldi \| \| \| \| \| \| Eudimorphodon ranzii \| \| \| \| |
|  |                                                                                    |
|  | Carniadactylus rosenfeldi                                                          |
|  |                                                                                    |
|  | Eudimorphodon ranzii                                                               |
|  |                                                                                    |

|  | Carniadactylus rosenfeldi |
|  |                           |
|  | Eudimorphodon ranzii      |
|  |                           |

## Levenswijze
Volgens Wild was Peteinosaurus wegens zijn beperkte omvang een insecteneter die in de wouden van het binnenland bijvoorbeeld libellen ving en opat. Omdat de tanden echter gespecialiseerd zijn in het toebrengen van wonden aan een iets grotere prooi, heeft Mark Paul Witton later verondersteld dat Peteinosaurus op kleine gewervelden joeg, zoals hagedissen en zoogdieren.